# Músculo tríceps sural
Tríceps sural ou tricípete sural é um conjunto de músculos da região posterior da perna humana.
É formado pelos músculos:
- Gastrocnêmio (cabeças medial e lateral)
- Sóleo

O gastrocnêmio é um músculo biarticular e formado por dois ventres, sua origem se insere na superfície posterior do tendão membranoso que se funde com o tendão do sóleo, formando a parte superior do calcâneo. O sóleo é um músculo uniarticular que está situado no gastrocnêmio, sendo mais achatado e largo na porção medial, se estreitando quando se aproxima da inserção distal.
Age como flexor do joelho e flexor plantar do pé.
Além de flexionar o joelho tem uma outra função importante na circulação, pois age como um "segundo coração", mesmo relaxado, o músculo realiza pequenas contrações, auxiliando na volta do sangue venoso (rico em CO2) para o coração.